# Мальтон (лунный кратер)
Кратер Мальтон (лат. Moulton) — крупный древний ударный кратер в южном полушарии обратной стороны Луны. Название присвоено в честь американского астронома Фореста Рея Мультона (1872—1952)  и утверждено Международным астрономическим союзом в 1970 г. Образование кратера относится к нектарскому периоду.

## Описание кратера
Ближайшими соседями кратера Мальтон являются кратер Петров на западе; кратер Чемберлин на севере-северо-западе; кратер Пристли на северо-востоке; кратер Сикорский на юге-юго-востоке и кратер Векслер на юге-юго-западе. От юго-восточной части кратера отходит долина Шрёдингера. Селенографические координаты центра кратера 60°55′ ю. ш. 97°34′ в. д. / 60,91° ю. ш. 97,57° в. д., диаметр 54,7 км, глубина 2,3 км.
Кратер Мальтон имеет полигональную форму и значительно разрушен за длительное время своего существования. Вал сглажен, юго-западная часть вала спрямлена. В северной части вала имеется два прохода образованных короткими цепочками кратеров. Высота вала над окружающей местностью достигает 1120 м, объём кратера составляет приблизительно 1900 км³.  Дно чаши сравнительно ровное за исключением холмистой южной части, возможно переформировано лавой, хотя альбедо чаши кратера Мальтон выше чем у соседнего затопленного лавой кратера Чемберлин.

## Сателлитные кратеры
| Мальтон | Координаты                                              | Диаметр, км |
| ------- | ------------------------------------------------------- | ----------- |
| H       | 61°10′ ю. ш. 100°38′ в. д. / 61,16° ю. ш. 100,64° в. д. | 50,6        |
| P       | 63°45′ ю. ш. 93°58′ в. д. / 63,75° ю. ш. 93,97° в. д.   | 20,8        |

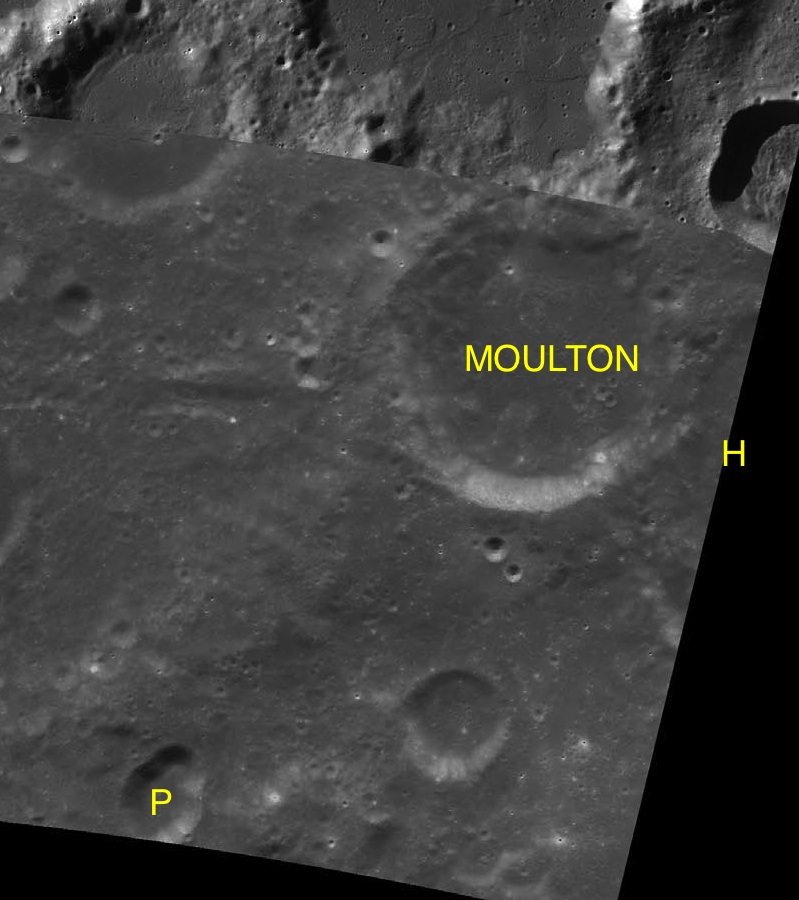
Фрагмент карты LAC-129.

- Образование сателлитного кратера Мальтон H относится к нектарскому периоду[1].